# ZywOo
Mathieu Herbaut, pseud. "ZywOo" (ur. 9 listopada 2000) – francuski profesjonalny gracz Counter-Strike 2, będący snajperem dla organizacji Team Vitality. Były reprezentant takich formacji jak E-Corp Bumpers, WySix czy aAa. Dotychczas w swojej karierze zarobił ok. 568 tysięcy dolarów. Najlepszy gracz CS:GO według serwisu HLTV w 2019 i 2020 roku, drugi zawodnik w rankingu HLTV w 2021 i 2022 roku. 

## Życiorys
Karierę rozpoczął w 2014 roku, kiedy dołączył do amatorskiej formacji - dizLown. 11 marca 2017 roku dołączył do WySix, gdzie zajął m.in. 2 miejsce na Gamers Assembly 2017. 8 października 2018 dołączył do formacji Team Vitality, co było najlepszym momentem w jego karierze. Wygrał z nią m.in. DreamHack Open Atlanta 2018, cs_summit 4, Esports Championship Series Season 7 - Finals czy EPICENTER 2019. Mathieu nadal reprezentuje barwy francuskiej marki, która obecnie znajduje się na 5 miejscu w rankingu najlepszych drużyn CS:GO, który tworzy serwis HLTV. 

## Wyróżnienia indywidualne
- Został uznany najlepszym graczem turnieju cs_summit 4[7].
- Został uznany najlepszym graczem turnieju EPICENTER 2019[8].
- Został uznany najlepszym graczem turnieju DreamHack Masters Malmö 2019[9].
- Został uznany najlepszym graczem turnieju ESL One Cologne 2019[10].
- Został uznany najlepszym graczem turnieju ECS Season 7 Finals[11].
- Został uznany najlepszym graczem CS:GO w 2019, 2020, 2023 roku według serwisu HLTV[2][3]

## Osiągnięcia w największych turniejach[12][13]
- 1 miejsce - DreamHack Open Atlanta 2018
- 1 miejsce - Charleroi Esports 2019
- 1 miejsce - cs_summit 4
- 1 miejsce - Esports Championship Series Season 7 - Finals
- 2 miejsce - ESL One Cologne 2019
- 2 miejsce - DreamHack Masters Malmö 2019

- 1 miejsce - EPICENTER 2019
- 2 miejsce - ESL One Cologne 2020 Europe
- 1 miejsce - Intel Extreme Masters XV - Beijing Online: Europe
- 1 miejsce - BLAST Premier: Fall 2020 Finals
- 2 miejsce - BLAST Premier Fall Final 2021
- 1 miejsce - Intel Extreme Masters XVI Winter
- 3 miejsce - BLAST Premier World Final 2021
- 2 miejsce - BLAST Premier Spring Final 2022
- 1 miejsce - ESL Pro League Season 16
- 1 miejsce - IEM Rio 2023
- 1 miejsce - BLAST.tv Paris Major 2023
- 2 miejsce - BLAST Premier Spring Final 2023
- 3-4 miejsce - IEM Cologne 2023
- 1 miejsce - Gamers8 2023
- 1 miejsce - BLAST Premier Fall Final 2023
- 1 miejsce - BLAST Premier World Final 2023
- 3-4 miejsce - PGL CS2 Major Copenhagen 2024
- 2 miejsce - ESL Pro League Season 19
- 2 miejsce - IEM Dallas 2024
- 1 miejsce - IEM Cologne 2024
- 3-4 miejsce - BLAST Premier World Final 2024
- 1 miejsce - IEM Katowice 2025
- 1 miejsce - ESL Pro League Season 21